# الطرشية
قرية الطرشية، إحدى قرى منطقة جازان وهي قرية سكنية تابعة لبلدية محافظة صامطة جنوب غرب المملكة العربية السعودية، تبعد 2 كم باتجاه الجنوب من مدينة صامطة.

## الموقع
تقع قرية الطرشية على الطريق الواصل بين منطقة خصبة زراعياً وقريبة إلى الحدود اليمنية السعودية، وتطل على وادي ليه الذي يمر من الجهة الشمالية للقرية، كما تبعد حوالي 60 كيلومترا بالاتجاه الجنوبي الشرقي من مدينة جازان، لها عند خط طول 42 درجة وخط العرض 16 درجة.

## وصلات خارجية
- بيانات المجلس البلدي من الأمانة العامة لشؤون المجالس البلدية.
- حصر الخدمات بالمدن والقرى بمنطقة جازان.
- دليل الخدمات بمنطقة جازان.
- مصلحة الإحصاءات العامة والمعلومات.